# РМ-51
РМ-51 (Raketomet vzor 1951) је вишецевни бацач раката замена чехословачке војске за ракетни бацач БМ-13 који је развијен 1950-тих година. Систем је опремљен са 32 цеви и ракетама калибра 130 mm, а смештен је на возило Прага В3С 6х6 . Максималан домет износи 8,2 km док бојева глава тежи 24 kg. Израђиван је у различитим варијантама које су се базирале на совјетским возилима ЗиС-151/ЗИЛ-157 као и на аустријском камиону Штајр 680 M3. Наследио га је модернији модел РМ-70.

## Историја
Овај ракетни лансер је дизајниран у Чехословачког након завршетка Другог светског рата од стране компанија Шкода, Брно и ВТУ ( Војнотехничког института). По плану из 1949. Године пречник ракете био је ограничен на две опције: 130 mm за (РК-2) и 210 mm за (РК-3).
Прототип РК-2 завршен је почетком 1950. Године али је тада био близу свог укидања, на инсистирање СССР-а, зато што се разликовао од њиховог система Каћуша. На крају, пројекат је одобрен тако да је у 1952. године ушао у употребу Чехословачке војске. За превозну платформу разматрана су различита решења, неки модели на два точка, оклопни транспортер ОТ-810 (варијанта Немачког СдКфз 251 оклопног транспортера преправљеног од Чехословачке после рата) и америчког Студебакер камиона. На крају је изабрана Прага В3С камион са три осовине и погоном(6х6). Коначна верзија модела представљема је 9.маја 1956. године, и добио је назив Ракетомет Взор 1951.

## Варијанте
- вз.51- Оригинални модел, базиран је на Праги В3С 6х6 камиону
- М-51- Извозна верзија коју је користила Аустрија, базирана је на Штајр 680 M3 6×6 камиону.
- РМ-51 – Извозна верзија, базирана на возилима ЗиС-151 и ЗИЛ-157 6×6 камиона.

## Корисници
- Аустрија - 18 система је испоручено 1964, дизајна M-51.[1]
- Бугарска - 24 је испоручено 1963.[2]
- Индонезија -[3]
- Чехословачка
- Куба - 20 достављено између 1965-1966.[2]
- Египат - 50 достављено између 1957-1958.[2]
- Либија - 36 достављено између 1976-1977.[2]
- Румунија - 58 достављено између 1956-1965.[2] Са ознаком Р-2,[4] лансери су касније монтирани на камионе ЗИЛ-157.[5]